# Cadamosto Seamount
Il Cadamosto Seamount è una montagna sottomarina situata nell'Oceano Atlantico, appena 20 km a sudovest dell'isola Brava, Capo Verde. 
È stato così denominato in ricordo di Alvise Da Mosto, detto Cadamosto, un esploratore veneziano che esplorò Capo Verde nel 1456.

## Geografia e geologia
La montagna sottomarina si trova all'estremità orientale del Cape Verde Rise, vicino al Bacino di Capo Verde. Forma una parte della piattaforma Fogo-Brava che include anche gli isolotti aridi chiamati Ilhéus Secos.

La base del vulcano parte dal fondale oceanico, 4.400 m al di sotto del livello del mare. La cima appiattita raggiunge i 2.900 m al di sotto della superficie del mare, mentre il picco più alto si eleva fino a 1.500 m al di sotto del mare.
Le formazioni rocciose sono composte di fonolite e in parte di nefelina cristallizzata. Altre rocce includono pirosseno, titanite, apatite e feldspato.
Il magma vulcanico ha un rapporto di 19,5 tra gli isotopi 206Pb/204Pb del piombo, moderatamente impoverito rispetto al mantello terrestre, con un'alta componente di εNd.

## Terremoti
Tra il 1998 e il 2004 una serie di terremoti ha scosso l'isola Brava. L'ultimo sisma ha avuto una magnitudine di 4,3 sulla scala Richter.